# Gustav Schürger
Gustav Schürger   (Schwabach, 4 de gener de 1908 - Nuremberg, 10 de juny de 1969) va ser un waterpolista alemany que va competir durant la dècada de 1930.
El 1936 va prendre part en els Jocs Olímpics de Berlín, on va guanyar la medalla de plata en la competició de waterpolo. Jugà 32 partits amb la selecció alemanya i el 1934 guanyà la medalla de plata al Campionat d'Europa.
Durant la Segona Guerra Mundial va exercir de metge, però va resultar ferit per una bomba que el va deixar cec.